# 中国议会 (清朝)
中国议会是清末1900年庚子事变时期在上海出现的一个政治组织。

## 历史
1900年6月21日北京清廷下诏，后世称为《对万国宣战诏书》。6月26日，张之洞、刘坤一派上海道与各国驻沪领事议定“东南互保”条约。
7月26日，经汪康年、唐才常等筹划，由唐才常召集，中国议会在上海愚園南新厅宣告成立，到会者有容闳、严复、章太炎、文廷式、吴彦复、叶瀚、狄葆贤、张通典、吴保初、宋恕、戢元丞、沈荩、龙泽厚、马相伯、毕永年、林圭、唐才质等人。叶瀚任此次大会主席，以无记名投票选出议长容闳，副议长严复。
7月29日，该会在愚園召开第二次会议，定下了该会的书记、干事等人选。
- 书记3人：叶瀚（浩吾）、邱震（公恪）、汪有龄（子健）
- 干事10人：郑观应（陶斋）、唐才常（佛尘）、沈士孙（小沂）、汪康年（穣卿）、汪立元（剑斋）、丁惠康（叔雅）、吴保初（彦复）、赵从藩（仲宣）、胡惟志（仲巽）、孙宝瑄（仲筠）
- 会计2人：孙多森（荫亭）、唐才常。

在第二次会议上，章太炎主张不准满人入会。
中国议会主要倾向是：一、尊光绪帝；二、不承认端王、刚毅等；三、力讲明新政法而谋实施之。
八国联军进入北京后，中国议会曾一度议论另立中央政府，推戴一名人任大总统。8月22日，议会干事唐才常组织自立军在汉口起事被捕。中国议会遂自行解散。汪康年逃亡湖北。康有为一口咬定汪康年出卖了自立军。

## 成员
该会除了创会时的成员外，后来还在南京、上海等地发展成员，最多时成员达到100多人。 其中有名可考者如下：
- 容闳、郑观应、丁惠康、温宗尧、陈锦涛（以上籍贯广东）
- 叶瀚、汪康年、汪有龄、汪立元、孙宝瑄与井上雅二、胡惟志、宋恕、张元济（以上浙江）
- 唐才常、沈荩、张通典、陶森甲、唐才质、林圭（以上湖南）
- 丘震、狄平、马良（以上江苏）
- 吴保初、孙多森、孙多鑫（以上安徽）
- 赵从藩、文廷式、陈三立、沈士孙（以上江西）
- 严复（福建）
- 龙泽厚（广西）
- 戢元丞（湖北）
- 宋伯鲁（陕西）
- 王照（直隶）
- 李学孝（不详）

另外，沈兆褆（江西）、伍光建（广东）、周善培（四川） 、陈季同（福建）、方城、蒋新皆、王修植、夏曾佑（以上浙江）等可能入会。
章炳麟（浙江）、毕永年（湖南）两人开始入会，后分别因故而退出该会。

### 引用
1. ↑  桑兵：《论庚子中国议会》，《近代史研究》1997年第02期